# Ховгорденський рунічний камінь
59°21′37″ пн. ш. 17°32′02″ сх. д. / 59.360138888889° пн. ш. 17.534005555556° сх. д.

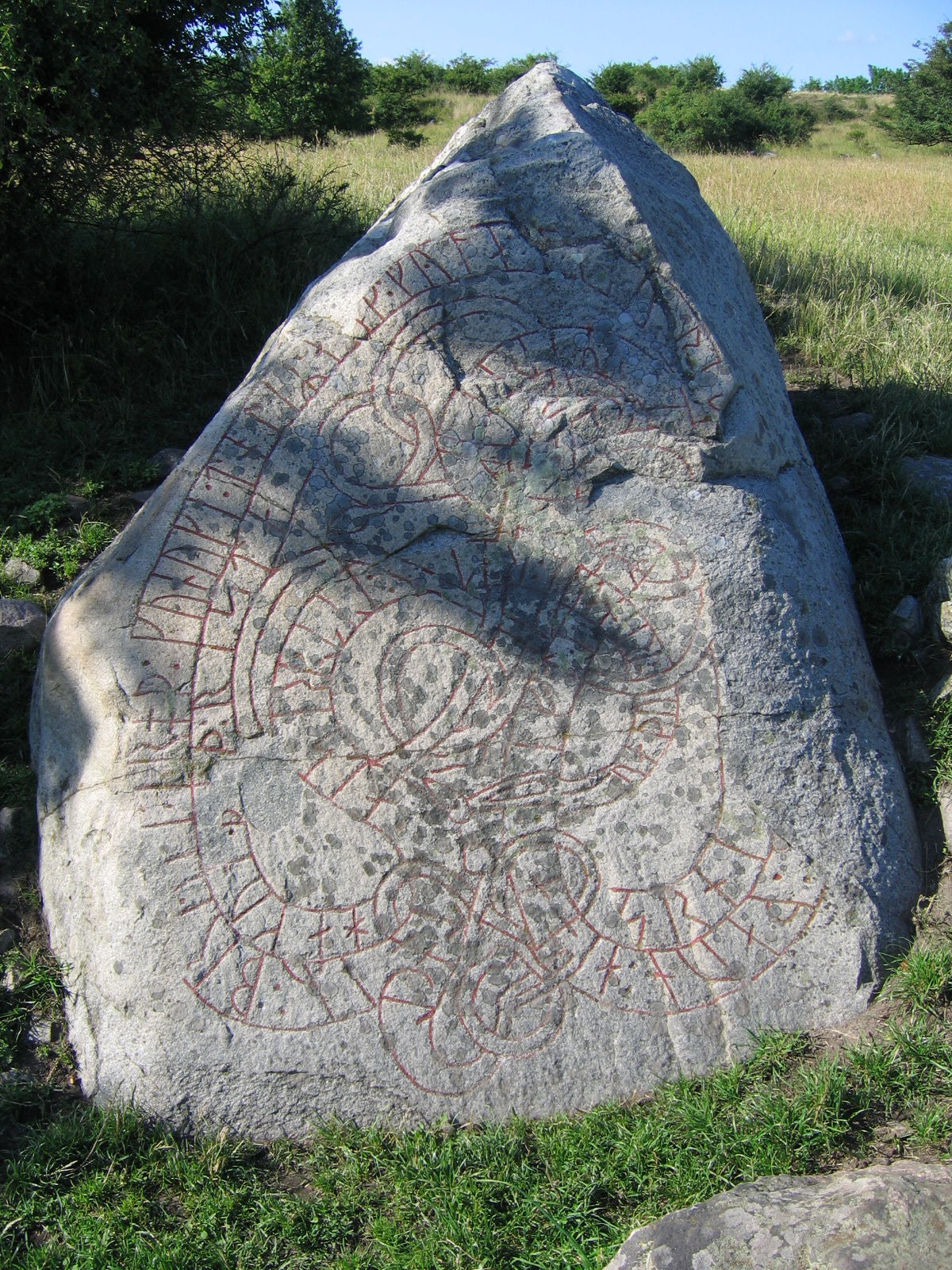
Фронтальна сторона каменю.

Ховгорденський рунічний камінь (швед. Karlevistenen Karlevistenen) — рунічний камінь розташований в Ховгордені на острові Адельсьо, озеро Меларен в Уппланді, Швеція. Відповідно до класифікації проекту Rundata йому присвоєно номер U 11. Напис на камені датовано XI століттям.

## Опис

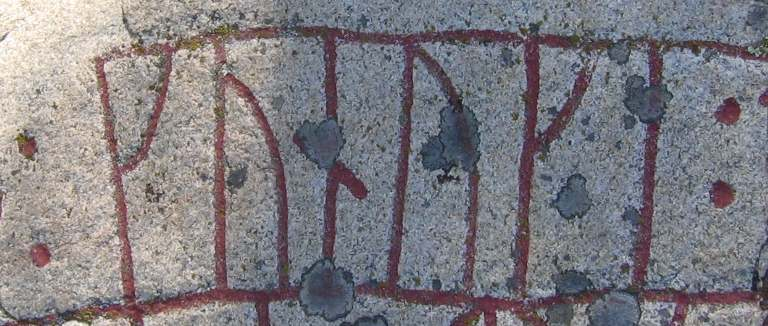
Напис конунг (kunungi) на камені.

Камінь має складний дизайн, текст розташований серпантином. Текст на підписаний і виконаний в стилі Pr4, який характеризується вузькими, стилізованими тваринами щільно вплетеними в візерунок. Голови тварин зображені в профіль, з вузькими мигдалеподібними очима і закрученими догори ніздрями і відростками на шиї.
Камінь присвячений Толіру і його дружині Гюлле. Толір був брютом, тобто був фогтом конунга в Родені. Цей камінь співвідносять з ім'ям Хокона Рудого, який правив приблизно в 1070-х роках.
Так само камінь цікавий згадкою слова «конунг».

## Зміст

### Транслітерація
raþ| |þu: runaR : ret: lit: rista: toliR : bry[t]i: i roþ : kunuki: toliR : a(u)k: gyla: litu: ris… …- : þaun: hion: eftiR …k: merki srni… haku(n) * (b)aþ : rista

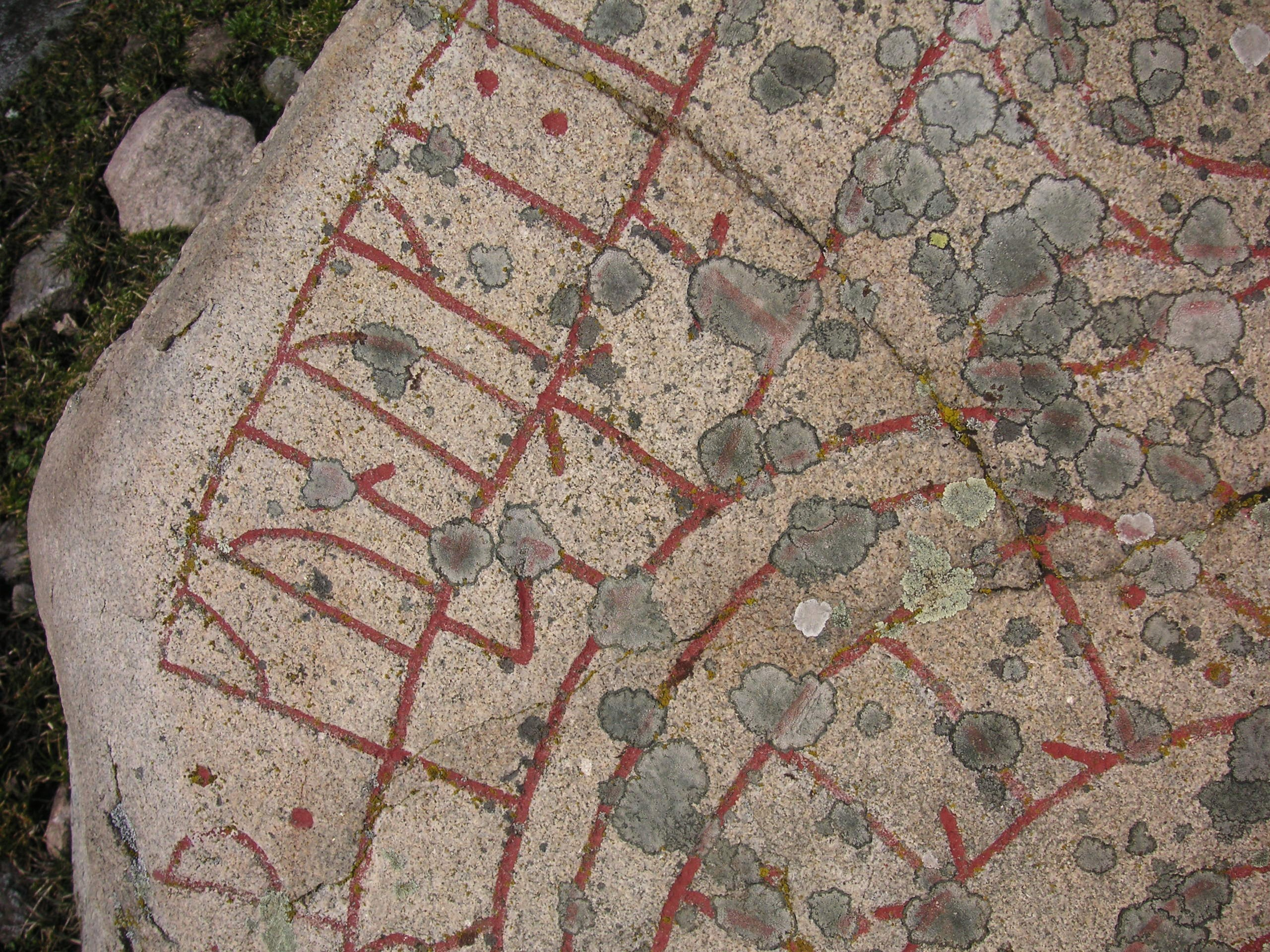

### Транскрипція
|  | Rað þu runaR. Rett let rista ToliR bryti i roði kunungi. ToliR ok Gylla letu ris[ta] ..., þaun hion æftiR [si]k(?) mærki ... Hakon bað rista. |

### Переклад
|  | Ти читаєш руни. Справа вирізав їх Толір, брют конунга в Родені. Толір і Гюллен веліли висікти їх (ці руни), ця пара в пам'ять … Хокон велів вирізати. |